# Городничий, Антон Егорович
Анто́н Его́рович Городни́чий (ок. 1848, Костеневичи — после 1917) — русский рабочий-революционер.

## Биография
Родился в крестьянской семье в местечке Костеневичи Виленской губернии. Начиная с 1871 года — рабочий на ряде предприятий Санкт-Петербурга. С 1873 года — член Северного союза русских рабочих, занимался революционной пропагандой. В марте 1874 года был арестован. С 12 (24) августа 1876 года находился под негласным надзором полиции. В мае 1879 года был повторно арестован и выслан на родину. 15 (27) октября 1879 года за «вредное влияние» был выслан в город Мезень Архангельской губернии. Там отошёл от политической деятельности. Дата смерти неизвестна, но не ранее 1917 года.